# Belgische kampioenschappen indoor atletiek 1997
In 1997 werden de Belgische kampioenschappen indoor atletiek Alle Categorieën gehouden op zondag 9 februari in Gent. 

## Uitslagen

### 60 m
| rang   | atleet           | prestatie |
| ------ | ---------------- | --------- |
| Goud   | Franck Trinteler | 6,81 s    |
| Zilver | Andrew Reets     | 6,84 s    |
| Brons  |                  |           |

| rang   | atlete            | prestatie   |
| ------ | ----------------- | ----------- |
| Goud   | Kim Gevaert       | 7,34 s (NR) |
| Zilver | Sandrine Hennart  | 7,45 s      |
| Brons  | Katleen De Caluwé | 7,49 s      |

### 200 m
| rang   | atleet          | prestatie |
| ------ | --------------- | --------- |
| Goud   | Erik Wijmeersch | 20,69 s   |
| Zilver | Gaetan Bernard  | 21,27 s   |
| Brons  |                 |           |

| rang   | atlete            | prestatie |
| ------ | ----------------- | --------- |
| Goud   | Katleen De Caluwé | 24,14 s   |
| Zilver | Ellen De Meyere   | 24,39 s   |
| Brons  | Élodie Ouédraogo  | 25,01 s   |

### 400 m
| rang   | atleet           | prestatie |
| ------ | ---------------- | --------- |
| Goud   | Kjell Provost    | 46,73 s   |
| Zilver | Olivier Melchior | 47,76 s   |
| Brons  | Frédéric Masson  | 48,46 s   |

| rang   | atlete           | prestatie |
| ------ | ---------------- | --------- |
| Goud   | Katrien Maenhout | 55,07 s   |
| Zilver | Melanie Moreels  | 56,31 s   |
| Brons  | Bianca Colpaert  | 56,83 s   |

### 800 m
| rang   | atleet       | prestatie |
| ------ | ------------ | --------- |
| Goud   | Nathan Kahan | 1.49,01   |
| Zilver | Piet Desmet  | 1.50,68   |
| Brons  | Tom Omey     | 1.50,79   |

| rang   | atlete            | prestatie |
| ------ | ----------------- | --------- |
| Goud   | Sandra Stals      | 2.11,07   |
| Zilver | Catherine Servais | 2.11,91   |
| Brons  | Els Verthé        | 2.12,18   |

### 1500 m
| rang   | atleet                | prestatie |
| ------ | --------------------- | --------- |
| Goud   | Christophe Impens     | 3.38,48   |
| Zilver | François Carpentier   | 3.45,83   |
| Brons  | Wouter Van den Broeck | 3.49,86   |

| rang   | atlete         | prestatie |
| ------ | -------------- | --------- |
| Goud   | Tinneke Boonen | 4.21,43   |
| Zilver | Anja Buysse    | 4.21,47   |
| Brons  |                |           |

### 3000 m
| rang   | atleet         | prestatie |
| ------ | -------------- | --------- |
| Goud   | Gino Van Geyte | 8.06,20   |
| Zilver | Guy Veldeman   | 8.11,45   |
| Brons  | Bart Blommaert | 8.12,52   |

### 60 m horden
| rang   | atleet           | prestatie |
| ------ | ---------------- | --------- |
| Goud   | Jonathan N'Senga | 7,70 s    |
| Zilver | Johan Lisabeth   | 7,76 s    |
| Brons  | Huub Grossard    | 7,88 s    |

| rang   | atlete              | prestatie |
| ------ | ------------------- | --------- |
| Goud   | Maryline Troonen    | 8,45 s    |
| Zilver | Annelies De Meester | 8,59 s    |
| Brons  | Nadine Grouwels     | 8,72 s    |

### Verspringen
| rang   | atleet               | prestatie |
| ------ | -------------------- | --------- |
| Goud   | Erik Nys             | 7,74 m    |
| Zilver | Pierre-Henri Prudent | 7,13 m    |
| Brons  | David Branle         | 7,08 m    |

| rang   | atlete | prestatie |
| ------ | ------ | --------- |
| Goud   |        |           |
| Zilver |        |           |
| Brons  |        |           |

### Hink-stap-springen
| rang   | atleet              | prestatie |
| ------ | ------------------- | --------- |
| Goud   | Djeke Mambo         | 15,86 m   |
| Zilver | Kurt Van Wynsberghe | 14,62 m   |
| Brons  | Eric Herman         | 14,42 m   |

| rang   | atlete              | prestatie |
| ------ | ------------------- | --------- |
| Goud   | Kathleen Vriesacker | 12,45 m   |
| Zilver | Sandra Swennen      | 12,15 m   |
| Brons  | Laurence Rasier     | 11,94 m   |

### Hoogspringen
| rang   | atleet             | prestatie |
| ------ | ------------------ | --------- |
| Goud   | Livio Baggio       | 2,04 m    |
| Zilver | René De Belder     | 2,01 m    |
| Brons  | Wim Vanhaesebroeck | 1,98 m    |

| rang   | atlete        | prestatie |
| ------ | ------------- | --------- |
| Goud   | Tia Hellebaut | 1,70 m    |
| Zilver | Nathalie Joye | 1,60 m    |
| Brons  | Silvie Denay  | 1,60 m    |

### Polsstokhoogspringen
| rang   | atleet        | prestatie |
| ------ | ------------- | --------- |
| Goud   | Peter Moreels | 5,20 m    |
| Zilver | Wim Piers     | 5,10 m    |
| Brons  |               |           |

| rang   | atlete          | prestatie |
| ------ | --------------- | --------- |
| Goud   | Sophie Zubiolo  | 3,80 m    |
| Zilver | Karen Pollefeyt | 3,30 m    |
| Brons  |                 |           |

### Kogelstoten
| rang   | atleet         | prestatie |
| ------ | -------------- | --------- |
| Goud   | Kurt Boffel    | 16,78 m   |
| Zilver | Wim Blondeel   | 16,70 m   |
| Brons  | Stephan Ulrich | 15,55 m   |

| rang   | atlete             | prestatie |
| ------ | ------------------ | --------- |
| Goud   | Greet Meulemeester | 16,60 m   |
| Zilver | Veerle Blondeel    | 14,58 m   |
| Brons  | Margot Mentens     | 14,19 m   |

1985 ·
1986 ·
1987 ·
1988 ·
1989 ·
1990 ·
1991 ·
1992 ·
1993 .
1994 ·
1995 .
1996 ·
1997 ·
1998 .
1999 ·
2000 .
2001 · 
2002 · 
2003 · 
2004 · 
2005 · 
2006 · 
2007 · 
2008 · 
2009 · 
2010 · 
2011 · 
2012 · 
2013 · 
2014 ·
2015 ·
2016 ·
2017 ·
2018 ·
2019 ·
2020 ·
2021 ·
2022 ·
2023 ·
2024 ·
2025